# World Apostolic Congress on Mercy
World Apostolic Congress on Mercy (Światowy Apostolski Kongres Miłosierdzia) – cykliczne, międzynarodowe spotkanie duchownych i świeckich mające na celu propagowanie orędzia miłosierdzia zapoczątkowanego przez św. Faustynę.

## Edycje
WACoM odbywa się co trzy lata w różnych miastach globu:
1. w 2008 w Rzymie
2. w 2011 w Krakowie
3. w 2014 w Bogocie
4. w 2017 w Manili
5. w 2020 na Samoa

## Organizatorzy
Jego pomysłodawcą i przewodniczącym organizującej go Rady jest wiedeński kardynał Christoph Schönborn. Oprócz kongresów światowych odbywają się także kontynentalne, również z udziałem papieża.

## Znaczenie
Kongres gromadzi tysiące delegatów z całego świata, w tym wielu hierarchów (stałym uczestnikiem jest m.in. kardynał Philippe Barbarin) i odbywa się pod przewodnictwem legata papieskiego. Formułuje on wytyczne dla Kościoła powszechnego dotyczące docierania z orędziem miłosierdzia do każdego człowieka.

## Kraków 2011
Kongres w Krakowie wyszedł z inicjatywą ogłoszenia św. Faustyny Doktorem Kościoła, ustanowił Międzynarodową Akademię Miłosierdzia Bożego oraz zainspirował Synod Biskupów ds. Nowej Ewangelizacji do postawienia w jej centrum orędzia miłosierdzia. Wydarzenie to zgromadziło delegatów z kilkudziesięciu krajów, a specjalne orędzie wystosował do nich papież Benedykt XVI.

## Manila 2017
Podczas kongresu w Manili odsłonięto na przedmieściu Marilao 38-metrową statuę Jezusa Miłosiernego. W wydarzeniu tym uczestniczył m.in. kardynał Luis Antonio Tagle.